# Totoral Alto (Tambogrande)
Totoral Alto es un caserío peruano ubicado en el distrito de Tambogrande, perteneciente a la provincia y departamento de Piura, al norte del Perú. 

## Ubicación
Totoral Alto se ubica al noreste de la provincia de Piura, en el distrito de Tambogrande, en el departamento de Piura.

## Demografía
En 2017 Totoral Alto tenía una población de 287 habitantes.
| Gráfica de evolución demográfica de Totoral Alto entre 1993 y 2017 |
|                                                                    |
| Fuentes: Población 1993 y 2017                                     |